# Kureyon Shin-chan: Chô arashi wo yobu kinpoko no yûsha
Crayon Shin-Chan: Chō Arashi o Yobu Kinpoko no Yūsha! (クレヨンしんちゃん ちょー嵐を呼ぶ 金矛の勇者!, Kureyon Shinchan: Chō Arashi o Yobu Kinpoko no Yūsha!) ou Shin-Chan e a Espada de Ouro (título em Portugal)  é um filme japonês de anime de 2008. O filme foi lançado dia 19 de abril de 2008 nos cinemas japoneses. É o décimo-sexto filme baseado na franquia Crayon Shin-chan criada por Yoshito Usui.

## Enredo
O Lorde das Trevas do conduto de Don Kurai, estava planejando tentar dominar o mundo humano. Durante a tentativa de tomar o "escudo de prata" e a "lança" os dois tesouros de ouro restantes, ele é enviado para o mundo humano.
Naquela época, Shinnosuke está comprando a "Espada de Acção" com os novos brinquedos do Ultra-Herói na loja de departamentos. Quando abre a caixa na volta para casa, ela se transforma na espada de acção governante. Então, alguns dias depois, pega um cão no caminho para casa do jardim de infância. Naquela noite, conhece mulheres que vão visitar a casa de Puririn, e de repente, Shinnosuke acorda para sair com elas sem ser solicitado. No entanto, a verdadeira identidade de Puririn era dos homens de negro que foram enviados para o mundo humano. Shinnosuke cai na cilada do escuro, e eles acabam abrindo a porta que liga o mundo humano para Don Kurai.
No dia seguinte, a escuridão irá fluir para o mundo humano, com a porta aberta para Shinnosuke, uma variedade de desastre cairá sobre o campo da casa nas consequências. Naquela época, um menino chamado Tami Mata aparece na frente de Shinnosuke. Ele disse que chegou a dizer que ele é um herói que foi batizado de a "espada dourada" e que Shinnosuke irá proteger o Shinnosuke. E Shinnosuke está determinado a lutar contra a escuridão com Mata.

## Elenco

### Japão
- Shinnosuke Nohara – Akiko Yajima
- Misae Nohara – Miki Narahashi
- Hiroshi Nohara – Keiji Fujiwara
- Campo do girassol – cricket Satomi
- Toru Kazama – Mari Mashiba
- Mata Tami – Yui Horie
- Nene Sakurada – Tamao Hayashi
- Masao Sato – Jeong Yong 斎
- Chan Bo – Chie Sato
- Professor – Rokuro Naya
- Sr. Yoshinaga – Yumi Takada
- Sr. Matsuzaka – Michie Tomizawa
- Mac – Mitsuru Miyamoto
- Delay – Rei Sakuma
- Puririn – Takako Honda
- Ultra-Herói – Genda Tessho
- A criança Mimi – child Etsu Kozakura
- Membro do Parlamento – Shozo Iizuka
- 也 Dan – tea forest wind
- Director – Daisuke hometown
- Mata Tabi Clear – Ken Onishi
- Alma Giraud – Central Taku Kawamura
- Fantasma do polvo – Masayuki Fukusaki
- Novos recrutas – Ryuichi east
- Departamento balconista – Izumi Nomiya
- Bordeaux – ri 乃藍 咲
- Canção do irmão – Yoshio Kojima Announcer – (Apresentador da TV Asahi) Sayaka Shimodaira
- Gingin – Kurumi Mamiya
- Kinkin – Tomoko Kaneda
- Sweat duct Dark – Gingabanjo
- Doudou, narração – Yusaku Yara

## Canção-tema
- Tema de abertura – "YURU YURU DE-O!"

(Akiko Yajima) Shinnosuke Nohara – canção / Takafumi Iwasaki – Arranjos / 就 Yasushi Nakamura – composição de Mutouyuji
- Canção de inserção – "Gold, Gold, Money"

canção / Toshiyuki Arakawa – - compositor / Mitsuru Hongo – Letras de o la Mac Kuranosuke (Mitsuru Miyamoto)
- Canção de inserção – "Viva Viva Zunzun gymnastics"

canção / Toshiyuki Arakawa – - composer / Mitsuru Hongo – o brother song Letras de (Yoshio Kojima)
- Canção de inserção – "Dreaming little bird"

canção / Megumi Little Women – - compositor / Mitsuru Hongo – Letras de o Mata Tami (Yui Horie)
- Tema de encerramento – "Let's go with a popular person!"

DJ OZMA – canção / Ranmaru stars – Compositor DJ OZMA

## Distribuição
O filme foi exibido pela primeira vez nos cinemas japoneses dia 19 de abril de 2008 e lançado em DVD em 21 de novembro de 2008 no Japão.
Este filme chegou em Portugal através de DVD distribuído pela LUK Internacional com dobragem portuguesa.